# Paaspanterspin
De paaspanterspin (Alopecosa barbipes) is een spinnensoort in de taxonomische indeling van de wolfspinnen (Lycosidae).
Het dier behoort tot het geslacht Alopecosa. De wetenschappelijke naam van de soort werd voor het eerst geldig gepubliceerd in 1833 door Sundevall.
De spin komt voor in Europa en in de meeste Nederlandse provincies.